# 王宇婕
王宇婕（1981年5月27日—，本名呂佳菱），臺灣女演員，曾以藝名宇婕參與女子團體「七朵花」。

## 生平

### 早年
父為印華商人，經營電子產品及房地產業，母蕭瑤婚前為華語圈著名女影星，婚後息影；家中另有一兄長。其於美國就讀大學時不幸遭逢家變，母親因不堪家庭暴力而離婚並逃回臺灣娘家，父親亦因此斷絕其經濟來源，其因而輟學並隨母赴臺發展。

### 入行
其首次參加廣告試鏡即獲得女性衛生用品的廣告演出機會。之後參加歌唱比賽，從6,000多名參賽者中進入複賽，比賽結果名次不佳，幸於其後獲得經紀人賞識進入演藝圈。

## 演出作品

### 戲劇
| 年份   | 頻道           | 劇名                      | 飾演                 |
| 2001年 | 公視           | 我的名字叫蓮花            | 蓮花                 |
| 2002年 | 中視           | 百分百女孩                | GiGi                 |
| 2002年 | 台視           | 極速青春                  | 藍藍                 |
| 2003年 | 台視           | 美夢成真                  | 王雅雯               |
| 2004年 | 东方電影頻道   | 風雲争霸                  | 东方丹丹             |
| 2004年 | 三立都會台     | 雪天使                    | 齊雪桐               |
| 2005年 | TVBS歡樂台     | 惡男宅急電                | 小雲                 |
| 2006年 | 華視           | 愛上小男人                | 楊素珊               |
| 2006年 | 辽宁广播电视台 | 白色情人夢                | 林恩琪               |
| 2006年 | 台視           | 神機妙算劉伯溫            | 姚霜紅 趙鳳舞 何如雙 |
| 2007年 | 大愛           | 陽光下的足跡              | 王緯華               |
| 2008年 | 台視           | 懷玉傳奇 千金媽祖         | 陳懷玉               |
| 2009年 | 台視           | 嘉慶君遊台灣              | 秋香 水靈            |
| 2009年 | 大愛           | 幸福的起點                | 江旻真               |
| 2010年 | 中視           | 忘掉我是誰                | 李雯玲               |
| 2010年 | 大愛           | 愛在我心深處              | 耿曉華               |
| 2010年 | 東風           | 流淚的新娘                | 楊梅仙               |
| 2011年 | 台視           | 獅子的女兒                | 劉真心               |
| 2011年 | 中視           | 我和我的兄弟·恩           | 李母                 |
| 2011年 | 台視           | 巔峰時代                  | 邱盈盈               |
| 2011年 | 中國大陸       | 江湖奇案                  | 中澤惠子             |
| 2013年 | 大愛           | 明天更美麗                | 陳秀貴               |
| 2013年 | 中國大陸       | 像小朵一樣                | 趙思奕               |
| 2013年 | 江蘇城市頻道   | 娘心                      | 李玉卿               |
| 2013年 | 山东齐鲁频道   | 完美新娘                  | 楚子瓔               |
| 2014年 | 新传媒         | 日落洞                    | 罗宇婕               |
| 2014年 | 三立台灣台     | 阿母                      | 彭雅芳               |
| 2014年 | 三立台灣台     | 世間情                    | 王晶晶               |
| 2014年 | 中國大陸       | 大女難嫁                  | 周若喬               |
| 2016年 | 中視           | 美好年代                  | 顧愛青               |
| 2016年 | 三立台灣台     | 甘味人生                  | 王樂樂               |
| 2016年 | CHOCO TV       | 《我們是歐爸》            | 周楚楚               |
| 2017年 | 華視           | 春風愛河邊                | 江采婕               |
| 2018年 | 中國大陸       | 濟公伏魔錄                | 鳳姐                 |
| 2018年 | 網路劇         | 神奇之吻 ToggleWonderKiss | 劉美好               |
| 2018年 | 三立台灣台     | 炮仔聲                    | 王妍熙               |
| 2021年 | TVBS歡樂台     | 女力報到－愛情公寓        | 白香梅               |
| 2021年 | TVBS歡樂台     | 女力報到－男人止步        | 白香梅               |
| 2021年 | TVBS歡樂台     | 女力報到－男人止步2       | 白香梅               |
| 2021年 | 三立台灣台     | 天之驕女                  | 羅依依               |
| 2022年 | 三立台灣台     | 一家團圓                  | 柯曉萍               |
| 2022年 | TVBS歡樂台     | 機智校園生活-青春向前衝   | 趙茹方               |
| 2023年 | 衛視中文台     | 女兒大人加個賴            | 呂英雄               |
| 2024年 | Netflix        | 愛愛內含光                | 柔柔                 |

## 電影
| 首播年              | 片名               | 飾演角色     | 備註                                                                                    |
| 2001年              | 《天脈傳奇》       | 莉莉         |                                                                                         |
| 2002年3月1日        | 《二月十四》       | 薄雪         |                                                                                         |
| 2005年              | 《頑皮鬼》         | Angle        |                                                                                         |
| 2007年4月20日       | 《神選者》         | 多多         |                                                                                         |
| 2009年2月20日       | 《回路》           | Lynda 韋嘉千 |                                                                                         |
| 2010年7月2日        | 《惊情》           | 羅玉         |                                                                                         |
| 2014年              | 《STILL》          |              | 制片人 美国无声电影节－最佳影片奖 鹿特丹影展 釜山国际短片影展 首尔国际超短影像&短片影展 |
| 2015年              | 《五月一號》       | 陳修如       |                                                                                         |
| 2016年              | 《他媽²的藏寶圖》  | 郭彩妮       |                                                                                         |
| 2018年/6/27大陸電影 | 《八仙之狂龍癲鳳》 | 鳳姐         |                                                                                         |

### 配音
| 首播年         | 片名                           | 飾演角色 |
| 2012年10月19日 | 动畫电影《封神传奇之驱魔英雄》 | 妲已     |

## 主持作品
| 首播年 | 電視台     | 節目               |
| 2017年 | 亞洲旅遊台 | 《閨蜜的奇幻旅程》 |
| 2018年 | 東風衛視   | 《名偵探女王》     |

## 唱片
- 2000年
  - 《新神鵰俠侶》合輯
- 2002年
  - 《世紀大冒險》遊戲單曲

## 書籍
| 年份   | 書名               | 出版社   | ISBN               |
| ------ | ------------------ | -------- | ------------------ |
| 2004年 | 《簡單做．輕鬆瘦》 | 臺視文化 | ISBN 9789575656010 |

## 外部連結
- 王宇婕的Facebook專頁
- 王宇婕的Instagram帳戶
- YouTube上的王宇婕頻道
- 王宇婕在互联网电影资料库（IMDb）上的資料（英文）
- 王宇婕在香港影庫上的簡介
- 王宇婕在豆瓣上的资料（简体中文）
- 王宇婕在时光网上的簡介（简体中文）
- 王宇婕的新浪微博